# Pintura sobre fons blanc per a la cel·la d'un solitari
La pintura sobre fons blanc per a la cel·la d'un solitari és un tríptic de Joan Miró que actualment forma part de la col·lecció de la Fundació Joan Miró. Es tracta d'un conjunt de tres teles de grans dimensions, que l'artista realitzà amb pintura acrílica l'any 1968, una època durant la qual realitzà diverses peces de grans dimensions, entre les que es compten tres tríptics monocroms (aquest, Blau I, II, III i L'esperança del condemnat a mort) i diversos murals ceràmics. Segons les inscripcions del revers de l'obra, l'artista l'hauria realitzat en tres dies consecutius, del 20 al 22 de maig de 1968.
L'obra es caracteritza per la seva austeritat, ja que es tracta de tres grans teles blanques només travessades per una fina línia negra (més o menys horitzontal a la primera i a la tercera tela; més o menys vertical a la segona) que presenta petites irregularitats en el seu traçat, fruit de les irregularitats que el pintor va anar trobant mentre recorria la tela amb el pinzell en mà. La senzillesa de l'obra i la poètica del seu títol evoquen la cel·la d'un eremita, un espai de meditació i recolliment; no obstant això, si es té en compte la cronologia de la peça, aquesta també pot transmetre la sensació de soledat d'un condemnat a mort.
| «           | Per mi, conquerir la llibertat és conquerir la senzillesa. Llavors, al final, amb una línia, amb un color n'hi ha prou per fer el quadre. | » |
| — Joan Miró | |   |

El tríptic ha format part de diverses exposicions, essent la mostra «Joan Miró. L'escala de l'evasió» una de les més recents. i va poder ser vist a la itinerància que l'exposició realitzà a la Tate Modern de Londres però no a la National Gallery de Washington, ja que mentre estava exposada a Londres, la primera de les teles que componen el tríptic fou malmesa per un visitant, que sembla que ensopegà i es recolzà sobre la tela amb les dues mans. Malgrat tot, la reparació de l'obra ha fet que les marques de l'accident siguin imperceptibles.
El 2016, amb la renovació de l'exposició permanent de la Fundació Joan Miró, l'edifici va recuperar alguns dels espais dissenyats específicament per a algunes obres, com els absis (també anomenats capelles) per a la contemplació dels tríptics Pintura sobre fons blanc per a la cel·la d'un solitari I, II, III i L'esperança del condemnat a mort I, II, III (1974), que reprodueixen la manera com l'artista desitjava que fossin exhibits, tal com els havia disposats al seu estudi de Son Boter.